# Rizični kapital
Rizični kapital ili anglicizam venture capital označava kapital private equity investicijskog društva (venture kapital tvrtke) koja pružaju sudjelovanja pri financiranju u posebno inovativnih, rizičnih ili kreativnih tvrtki koje su pokrenule obećavajući posao. Venture Capital tvrtke za svoja uložena sredstva dobivaju dionice ili udjela tvrke s potencijalno visokim povratkom uloženog novca. Taj posao istodobno krije i visok stupanj rizika.
Ulagače rizičnog kapitala karakteriziraju sljedeće točke:
- ulaganje prije svega u mlada, tehnološki usmjerena poduzeća (eng. start up).
- takve tvrtke ne mogu dobiti konvencionalni zajam za financiranje
- sredstva se u osnovi stavljaju na raspolaganje bez vremenskog ograničenja. Cilj ploda kapitala nije u dividende ili kamatama nego dobitak pri prodaji udjela u tvrtci.
- Sudjelovanje je povezano s vrlo visokim rizikom, što može dovesti do potpunog gubitka glavnice. Istodobno je moguća velika isplativost ulaganja.
- Neiskusnim poduzetnicima se nudi i menadžerski know-how za pomoć kako bi ulaganja bila što uspješna. Dakle, ulagač može aktivno intervenirati u poduzetničkim aktivnostima.
- Zauzvrat investitori često dobivaju sustavno informacije.

## Vanjske poveznice
- The Global Venture Capital and Private Equity Country Attractiveness Index  Arhivirana inačica izvorne stranice od 11. ožujka 2010. (Wayback Machine)
- European Private Equity and Venture Capital Association  Arhivirana inačica izvorne stranice od 12. travnja 2008. (Wayback Machine)